# يروب (المهرة)

تعديل مصدري - تعديل

يروب هي إحدى قرى عزلة الفيدمي بمديرية الغيظة التابعة لمحافظة المهرة، بلغ تعداد سكانها 483 نسمة حسب تعداد اليمن لعام 2004.